# Oh, Canada
Oh, Canada ist ein Filmdrama von Paul Schrader. Der Film mit Richard Gere, Jacob Elordi, Kristine Frøseth, Uma Thurman und Michael Imperioli in den Hauptrollen basiert auf dem Roman Foregone von Russell Banks. Der Film feierte im Mai 2024 bei den Internationalen Filmfestspielen in Cannes seine Premiere. Anfang Dezember 2024 kam er in die US-Kinos.

## Handlung
Der Dokumentarfilmer Leonard Fife ist einer von 60.000 Männern, die 1968 nach Kanada geflohen sind, um ihrer Einberufung zu entgehen oder aus dem Vietnamkrieg zu desertieren. Hier hat er sich mit Filmen über geheime Agent-Orange-Tests der US-Armee und über pädophile Priester in der Katholischen Kirche einen Namen gemacht.
Jetzt mit Ende 70, als er im Sterben liegt und bevor der Krebs sein Leben ein für alle Mal beendet, hat Fife einem letzten Interview zugestimmt, in dem er von all seinen Geheimnissen berichten will, um sein mythologisches Leben zu entmystifzieren. Hierfür haben der Regisseur Malcolm und dessen Produzentin und Partnerin Diana, deren Mentor Fife einst am College war, ihre Kameras in seinem Wohnzimmer aufgebaut. Eigentlich wollen sie mit ihm über seine Karriere sprechen, doch Fife will über seine noch immer bestehenden Schuldgefühle reden, weil er nicht in Vietnam gedient hatte, und über die Frauen und das Kind, die er als junger Mann im Stich gelassen hat.
Fife legt größten Wert darauf, dass seine Frau Emma während seines Geständnisses immer in seiner Nähe ist. Mit aufrichtiger Ehrlichkeit erzählt er von Dingen, von denen Emma womöglich nichts weiß. Doch weder Emma noch das Filmteam scheinen das alles zunächst sonderlich ernst zu nehmen und glauben, ihm würde seine Erinnerung einen Streich spielen und er würde Dinge durcheinanderbringen.

## Produktion

### Literarische Vorlage und Filmstab
Der Film basiert auf dem Roman Foregone von Russell Banks. Leonard Fife, der Protagonist des Romans, hat sich sein ganzes Leben lange vor der Welt und vor sich selbst versteckt. Der erfolgreiche Dokumentarfilmer ist in Kanada eine halbberühmte linke Persönlichkeit. Er floh 1968 aus Neuengland dorthin, angeblich um seiner Einberufung zu entgehen und ist seit 40 Jahren mit seiner Frau Emma zusammen, mit der er in einer vornehm ausgestatteten Wohnung in Montreal lebt. Als sich Leonard Fife im Alter von 78 Jahren am Rande des Todes befindet, erkennt er, dass sein Leben ebenso voller Lügen und Verrat ist, wie sein Körper voll von Krebs.
Regie führte Paul Schrader, der auch Banks’ Roman für den Film adaptierte. Er war ein enger Freund des im Januar 2023 verstorbenen Autors und bearbeitete bereits filmisch dessen Roman Der Gejagte. Bevor Schrader mit den Arbeiten am Drehbuch begann, war er mehrere Male an Covid und an einer Bronchialpneumonie erkrankt, und überlegte sich daher, einen Film über das Sterben zu drehen. Forgone war einer der letzten Romane, die Banks vor seinem Tod geschrieben hatte. Er nannte sein Werk über den Sterbeprozess seinen „Iwan Iljitsch“, eine Anspielung auf die Erzählung Der Tod des Iwan Iljitsch von Leo Tolstoi.
Der Titel des Films ist eine Anspielung auf die Nationalhymne Kanadas. Das Land ist für den Protagonisten ein Ort der Freiheit, an dem ihm als  Wehrdienstverweigerer eine Karriere als Dokumentarfilmer möglich war.

### Besetzung und Dreharbeiten
Die Hauptrollen übernahmen Richard Gere, der, damals 31 Jahre alt, bereits in Schraders Film American Gigolo aus dem Jahr 1980 in der Titelrolle als Edel-Callboy Julian Kaye zu sehen war, und Jacob Elordi, die den älteren und den jüngeren Leonard Fife spielen, und Uma Thurman als eine seiner früheren Schülerinnen und jetzige Ehefrau Emma. Michael Imperioli und Victoria Hill spielen den Regisseur Malcolm und dessen Produzentin und Partnerin Diana, zwei frühere Schüler von Fife, denen er ein Interview zu geben bereit ist. Weiter auf der Besetzungsliste finden sich Kristine Frøseth als Alicia, Penelope Mitchell, Aaron Roman Weiner, Ryan Woodle, John Way und Gary Hilborn.
Der Film erhielt eine Ausnahmegenehmigung und konnte während des SAG-AFTRA-Streiks mit den Dreharbeiten im September 2023 in New York City beginnen. Drei Wochen später im Oktober 2023 waren diese beendet. Als Kameramann fungierte Andrew Wonder.

### Filmmusik und Veröffentlichung
Die Filmmusik komponierte der US-amerikanische Singer-Songwriter Matthew Houck, bekannt unter seinem Künstlernamen Phosphorescent.
Die Premiere des Films erfolgte am 17. Mai 2024 bei den Internationalen Filmfestspielen in Cannes, wo er im Wettbewerb um die Goldene Palme konkurrierte. Im September 2024 wurde Oh, Canada beim Toronto International Film Festival vorgestellt. Ende September, Anfang Oktober 2024 wurde der Film beim New York Film Festival gezeigt und hiernach beim Woodstock Film Festival und beim AFI Fest. Der Kinostart in den USA war am 6. Dezember 2024.

## Rezeption

### Kritiken
Von den bei Rotten Tomatoes aufgeführten Kritiken sind 66 Prozent positiv.

### Auszeichnungen
Internationale Filmfestspiele von Cannes 2024
- Nominierung für die Goldene Palme